# Vostok-programmet
 "Vostok" omdirigeres hertil. For skibet, der ejes af Copenhagen Suborbitals, se G. Kuchenbecker.
Vostok-programmet (Восток, oversat som "Øst") var den del af det sovjetiske rumprogram, der for første gang sendte et menneske i kredsløb om Jorden. Selve rumfartøjet var en videreudvikling af zenitspionsatellitten, og raketten var en modificeret udgave af et eksisterende interkontinentalt ballistisk missil. Helt op til offentliggørelsen af projektets navn var Vostok et hemmeligt ord.
En serie af prototyper, kaldet Korabl-Sputnik, blev brugt til at kvalificere Vostok til mennesker. Datoerne givet nedenfor er de datoer rumfartøjerne blev opsendt.
- Korabl-Sputnik 1 (Sputnik 4) – 15. maj, 1960.
  - Tom — retroraketten vendte 180° forkert og sendte Sputnik 4 i en højere bane (1.979 dage i kredsløb).
- Korabl-Sputnik – 28. juli, 1960.
  - Hundene Tjaika og Lisitjka — raketten eksploderede efter 28,5 sekunder.
- Korabl-Sputnik 2 (Sputnik 5) – 19. august, 1960.
  - Hundene Strelka og Belka samt en kanin, rotter, mus, fluer — 1 døgn i kredsløb.
- Korabl-Sputnik 3 (Sputnik 6) – 1. december, 1960.
  - Hundene Ptjeka og Musjka — brændte op under re-entry.
- Korabl-Sputnik – 22. december 1960.
  - Hundene Kometa og Sjutka — kapsel landede hårdt efter at andettrinnet slukkede for tidligt.
- Korabl-Sputnik 4 (Sputnik 9) – 9. marts, 1961.
  - Hunden Tjernsuhka landede i kapslen, mens Ivan Ivanovitj (dukke) blev skudt ud med katapultsæde.
- Korabl-Sputnik 5 (Sputnik 10) – 25. marts, 1961.
  - Hunden Zvezdotjka landede i kapslen, mens Ivan Ivanovitj (dukke) blev skudt ud med katapultsæde.

- Vostok 1 – 12. april, 1961. Første menneske i rummet.
- Vostok 2 – 6. august, 1961. Første hele dag i rummet.
- Vostok 3 – 11. august, 1962, og Vostok 4 – 12. august, 1962. Første dobbeltflyvning.
- Vostok 5 – 14. juni, 1963. Længste solorumflyvning.
- Vostok 6 – 16. juni, 1963. Første kvinde i rummet.

Der var oprindeligt planlagt yderligere syv Vostokflyvninger frem til april 1966, men disse blev aflyst og delene fra dem blev genbrugt i Voskhod-programmet, som var lagt mere an på at opnå flere sovjetiske rekorder i rummet.